# Emmanuel Chaptal

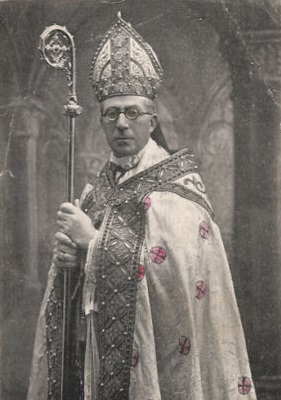
Weihbischof Chaptal

Emmanuel Chaptal (* 25. Dezember 1861 in Paris; † 27. Mai 1943 ebenda) war ein französischer Weihbischof.

## Leben
Emanuel-Anatole-Raphaël Chaptal de Chanteloup stammte aus einer berühmten Pariser Familie. Er war Nachfahre von Jean-Antoine Chaptal, Bruder von Léonie Chaptal und Vetter von Marc-André Raffalovich und Arthur Raffalovich. Zur weiteren Verwandtschaft gehörte der Politiker  William O’Brien. Seine Mutter war eine zum Katholizismus übergetretene russische Jüdin. Chaptal wandte sich zuerst der diplomatischen Laufbahn zu, während der er besonders mit Georges Goyau Umgang pflegte.
1893 trat er in Paris in das Priesterseminar ein und wurde am 17. Dezember 1897 zum römisch-katholischen Priester geweiht. Zusammen mit seiner Schwester Léonie war er prominenter Vertreter des französischen Sozialkatholizismus und wandte sich insbesondere der eingewanderten Arbeiterschaft zu. 1922 berief ihn Kardinal Dubois zum Weihbischof (und Titularbischof von Isinda) mit der besonderen Zuständigkeit für die ausländischen Katholiken, für die er die Zeitschrift L'Étranger catholique en France gründete. Ab Januar 1934 kümmerte er sich insbesondere um die aus Nazideutschland einströmenden Flüchtlinge. Als die deutschen Besatzer 1942 die Juden zum Tragen des gelben Judensterns verpflichteten, zeigte er sich aus Solidarität selbst mit dem Stern. Er starb im Mai 1943 im Alter von 81 Jahren.
Bischof Chaptal war Ritter der Ehrenlegion.

## Veröffentlichungen
- Méditations dans le cadre liturgique. Desclée De Brouwer et Cie, Paris 1937.
- Lettres à un curé de campagne. La famille paysanne au service de la réforme spirituelle de la France. Flammarion, Paris 1942.
- Marie, mère du prêtre. La Bonne presse, Paris 1942.